# Himlung Himal
Der Himlung Himal ist ein 7126 m hoher Berg im Himalaya in Nepal.
Der Himlung Himal befindet sich im Peri Himal im Distrikt Manang der Verwaltungszone Gandaki, 1,5 km von der tibetischen Grenze entfernt. Der Manaslu liegt 28 km in Richtung Südsüdost. 
An der Westflanke liegt der Pangrigletscher, an der Ostflanke der Thochegletscher. Die Nord- und Westseite des Himlung Himal werden zum Phu Khola, einem Zufluss des Marsyangdi, entwässert. Die Ostseite liegt dagegen im Einzugsgebiet des Budhigandaki.
Die mutmaßliche Erstbesteigung des Himlung Himal fand im Jahr 1983 statt. Eine japanische Expedition erreichte Gipfel von Süden her über den Ostgrat. Eine weitere Besteigung, ebenfalls durch eine japanische Bergsteigergruppe, über den Nordwestgrat fand im Jahr 1992 statt. Diese stellten die Vermutung auf, dass diese frühere Besteigung tatsächlich auf dem südlich gelegenen Berg Nemjung stattfand.